# Myggåsen
Myggåsen är en sjö i Bollnäs kommun i Hälsingland och ingår i Ljusnans huvudavrinningsområde.